# Das Geheimnis der Bäume
Das Geheimnis der Bäume ist eine Naturdokumentation des französischen Filmemachers und Antarktisforschers Luc Jacquet.
Der Film basiert auf der Idee des Botanikers Francis Hallé (* 1938), der viele Jahre damit verbracht hat, die tropischen Regenwälder zu studieren und die Geheimnisse des Zusammenwirkens von Pflanzen und Tieren zu entschlüsseln. Das Geheimnis der Bäume wurde von Bonne Pioche Cinéma in Zusammenarbeit mit France 3 Cinéma, Rhône-Alpes Cinéma und Wild-Touch produziert und kam am 2. Januar 2014 in Deutschland in die Kinos.

## Inhalt
Der Dokumentarfilm, aufgenommen in den primären und tropischen Regenwäldern von Peru und Gabun zeigt, erläutert von Francis Hallé, den Lebenskreislauf von Bäumen.
Luc Jacquet entwirft das emotional aufgeladene Szenario einer gefährdeten Flora, die sich aus eigener Kraft erneuern könnte, wenn ihr mehr Zeit und Raum gegeben würde.
Die Naturaufnahmen von Luc Jacquet sind mit Musik unterlegt und mit Animationen aufbereitet, um den Wald akustisch und visuell erlebbar zu machen.

## Drehorte

### Peru
In Peru hat das Filmteam hinter einer kleinen Wetterstation am Ufer des Flusses Manú im Camp Pakitza gedreht. Dieser Platz wurde ausgewählt wegen des Artenreichtums des Nationalparks Manú, der in den beiden Regionen Cusco und Madre de Dios liegt und der seit 1977 zum UNESCO-Welterbe zählt.

### Gabun
Teile des Films wurden im Nationalpark Ivindo im Osten und im Nationalpark Loango an der Küste, südlich der Hauptstadt Libreville, gedreht. Beide Parks zeichnen sich durch vielfältige Landschaften aus mit Stränden, Lagunen, Mangrovenwäldern, Salzwiesen, Mooren, Savannen und Wäldern. Diese Ökosysteme sind besonders selten und in durchweg gutem Zustand.

## Kritiken
- „Das Geheimnis der Bäume ist einer der ungewöhnlichsten, spektakulärsten und klügsten Dokumentarfilme, der die gewohnten Pfade des Genres sprengt. Ein Film, den man nicht so schnell vergessen wird. “ (Deutsche Film- und Medienbewertung)